# Óscar Tunjo
Óscar Andrés Tunjo, né le 5 janvier 1996 à Cali, est un pilote automobile colombien.

## Biographie

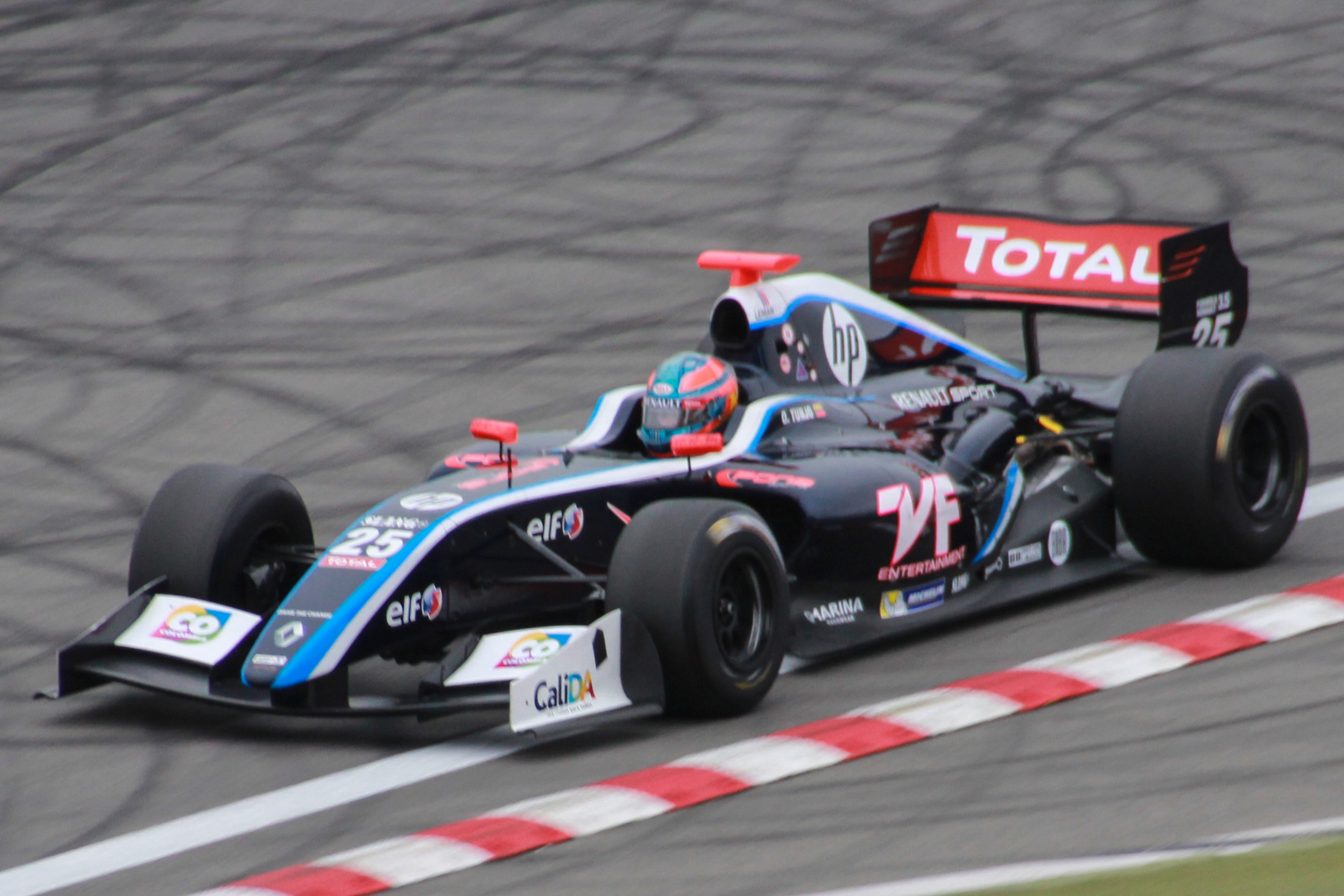
Óscar Tunjo en 2014 sur le Nürburgring.

Né à Cali, il évolue dans des compétitions nationales de karting, avant de passer à la monoplace à l'âge de quatorze ans en Formule BMW Pacific, où il est sacré vice-champion avec une victoire à Singapour.
Il passe ensuite les saisons 2011, 2012 et 2013 en Formule Renault 2.0, décrochant seulement une victoire dans le champion européen en 2012. Il termine notamment quatrième du championnat Alps en 2012 et sixième du championnat européen en 2013.
Il participe à la Formula Renault 3.5 Series 2014 avec Pons Racing, après avoir manqué le premier tiers du championnat, terminant à une lointaine 22e place. Durant les saisons 2015 et 2016, il participe à quelques courses des GP3 Series, avec notamment une victoire en 2015 et un podium en 2016.
Depuis 2014, il est le détenteur du circuit automobile de Tocancipá avec un tour effectué en 1 min 1 s 262,.

## Résultats en compétition automobile
- 2010 : 
  - Formule BMW Pacific, 2e (une victoire)
- 2011 : 
  - Eurocup Formula Renault 2.0, 10e
  - Formula Renault 2.0 Northern European Cup, 23e
- 2012 : 
  - Eurocup Formula Renault 2.0, 7e (une victoire)
  - Formula Renault 2.0 Alps, 4e (deux victoires)
- 2013 : 
  - Eurocup Formula Renault 2.0, 6e (une victoire)
  - Formula Renault 2.0 Northern European Cup, 13e (une victoire)
- 2014 : 
  - Formula Renault 3.5 Series, 22e
- 2015 : 
  - GP3 Series, 15e (une victoire)
- 2016 : 
  - GP3 Series, 9e